# إميليو مونيوث (لاعب كرة قدم)
إميليو مونيوث (بالإسبانية: Emilio Muñoz Barrero)‏ هو لاعب كرة قدم إسباني، ولد في 16 يناير 1979 في أبدة في إسبانيا. لعب مع Benidorm CF ‏.

## وصلات خارجية
- إميليو مونيوث على موقع قاعدة بيانات كرة القدم.إي يو (الإنجليزية)
- إميليو مونيوث على موقع Soccerway.com (الإنجليزية)